# 1874 en Ontario
Chronologie de l'Ontario
- 1870
- 1871
- 1872
- 1873
- 1874
- 1875
- 1876
- 1877
- 1878

Cette page concerne des événements d'actualité qui se sont produits durant l'année 1874 dans la province canadienne de l'Ontario.

## Politique
- Premier ministre: Oliver Mowat (Parti libéral)
- Chef de l'Opposition: Matthew Crooks Cameron (en) (Parti conservateur)
- Lieutenant-gouverneur: John Willoughby Crawford (en)
- Législature: 2e

## Événements

### Janvier
- 18 janvier : l'indépendant d'ouvrier Daniel John O'Donoghue (en) est élu député provincial d'Ottawa à la suite de la nomination du libéral Richard William Scott au Sénat.
- 22 janvier : le Parti libéral d'Alexander Mackenzie remporte l'élection générale avec 129 députés élus contre les 65 conservateurs de John A. Macdonald et 5 libéral indépendants, 4 indépendants et 3 conservateur indépendants. En Ontario, le résultat est de 61 libéraux, 25 conservateurs (donc 10 libéral-conservateurs) et 2 libéral-indépendants.

### Février
- 8 février : l'Archevêque d'Ottawa Joseph-Eugène-Bruno Guigues meurt en fonction à l'âge de 68 ans.
- 14 février : le conservateur Thomas Mayne Daly, père (en) est élu député provincial de Perth-Nord à la suite de la démission du même parti Andrew Monteith (en) pour se présenter sa candidature à l'élection fédérale.
- 20 février : le conservateur John McGowan (en) est élu député provincial de Wellington-Nord à la suite de la démission du libéral Robert McKim (en) pour se présenter sa candidature à l'élection fédérale.

### Avril
- 17 avril : le libéral Harvey William Burk est élu député fédéral de Durham-Ouest à la suite de la démission du même parti Edward Blake pour se sièger dans Bruce-Sud.

### Mai
- 13 mai : le député provincial de Peterborough-Ouest Thomas McCulloch Fairbairn (en) meurt en fonction à Jacksonville à l'état américain de la Floride à l'âge de 34 ans.
- 23 mai : le libéral James Atchison Skinner (en) est élu député fédéral d'Oxford-Sud à la suite de la démission du même parti Ebenezer Vining Bodwell (en) qui devint superintendant du Canal Welland.

### Juin
- 14 juin : le député libéral fédéral d'Elgin-Est William Harvey meurt en fonction à l'âge de 53 ans.

### Juillet
- 26 juillet : un inventeur d'origine écossaise Alexander Graham Bell invente et fait une démonstration du téléphone à son père à la maison d'une famille de Brantford.
- 30 juillet : le conservateur William Hepburn Scott (en) est élu député provincial de Peterborough-Ouest à la suite de la mort du libéral Thomas McCulloch Fairbairn (en) le 13 mai dernier.

### Août
- 11 août : le libéral Colin MacDougall est élu député fédéral d'Elgin-Est à la suite de la mort du même parti William Harvey le 14 juin dernier.

### Octobre
- 28 octobre : Joseph-Thomas Duhamel est nommé évêque de l'Archevêque d'Ottawa à la suite de la mort de Joseph-Eugène-Bruno Guigues le 8 février dernier.

### Novembre
- 4 novembre : le libéral William Murray (en) est élu député fédéral de Renfrew-Nord à la suite de la démission du conservateur Peter White pour sa réélection.

### Décembre
- 15 décembre : Crowell Willson (en) quitte ses fonctions du député fédéral de Middlesex-Est et qui deviendra le directeur de la compagnie des assurances mutuel de London.
- 16 décembre : le conservateur William Wallace est élu député fédéral de Norfolk-Sud à la suite de la démission de John Stuart pour sa réélection.

## Naissances
- 29 janvier : Frank Boyes (en), député fédéral de Middlesex-Est (1930-1935) († 28 mai 1961).
- 16 juin : Arthur Meighen, 9e premier ministre du Canada (1920-1921, 1926) († 5 août 1960).
- 29 juillet : J. S. Woodsworth, 1er chef du Parti social démocratique du Canada († 21 mars 1942).
- 10 octobre : Roland Fairbairn McWilliams, lieutenant-gouverneur du Manitoba († 10 décembre 1957).
- 17 décembre : William Lyon Mackenzie King, 10e premier ministre du Canada (1921-1926, 1926-1930, 1935-1948) († 22 juillet 1950).

## Décès
- 24 janvier : John Bower Lewis (en), 2e maire de Bytown et 1er maire d'Ottawa (° 18 mars 1817).
- 8 février : Joseph-Eugène-Bruno Guigues, premier évêque de l'Archevêque d'Ottawa (1847-1874) (° 26 août 1847).
- 23 avril : Mary Abbot, femme de l'ancien maire d'Ottawa Alexander Workman (en) (° 1802).
- 13 mai : Thomas McCulloch Fairbairn (en), député provincial de Peterborough-Ouest (1871-1874) (° 19 avril 1840).
- 14 juin : William Harvey, député fédéral d'Elgin-Est (1872-1874) (° 3 avril 1821).
- 22 décembre : Étienne Parent, journaliste, rédacteur, avocat, fonctionnaire, essayiste et conférencier (° 2 mai 1805).